# Ламбрате
Ламбрате (итал. Lambrate) — квартал Милана, находится в восточной части города, принадлежит зоне 3 по схеме административного деления города. До 1923 года он был автономным муниципалитетом.

## История
Название района Ламбарте происходит от реки, на которой был найден римский викус «Lambrate». Точная дата основания викуса неизвестна. Известно то, что в 222 году до н. э. после жесткой осады Медиолана, эта территория была захвачена римскими консулами Гнео Корнелио Сципионе Кальво и Марко Клаудио Марчелло.
Границами Ламбрате считаются 2 дороги: Милан-Бергамо на севере, которая начинается от Порта Ориентале, и Милан-Брешиа на юге, которая начинается от Порта Тоса. Восточной границей считается река, а западная граница проходила через Теодосио-Понцио-Аселли.
Вероятно что Ламбрате был речным портом для Милана. Римляне использовали Ламбрате для сельского хозяйства, и построили систему речного судоходства вокруг реки По.
Когда велось строительство жилой застройки в 1905 году, во время раскопок нашли этот римский викус, а также бронза Августа и мраморный саркофаг, датируемые 4 веком, которые сейчас выставлены в музее Кастелло Сфорцеско.
Возможно первым местом для поклонения христиан была часовня, которая до-сих пор находится в центре района.
В течение 8-9 века, в Ламбрате были построены 2 бенедиктинских монастыря, сейчас на их месте стоит приходская церковь Сан-Мартино Весково и фермерский дом Кавриана, где апсида церкви Сант-Амброджо используется как амбар.
С разрушением Милана в 1162 году Федерико Барбаросса, Ламбрате был возведен в ранг «имперской деревни», и здесь приветствовали изгнанных миланцев.
При испанском владычестве в XVI веке была построена первая военная промышленность, «Польвериера», которая ознаменовала историю и богатство Ламбрате. На её месте при Муссолини была построена одна из штаб-квартир института Мартинитта. Испанцы превратили деревню в феод, объявив о её продаже, и это условие сохранялось до прибытия Наполеона Бонапарта, когда Ламбрате был выкуплен древними вассалами.
В 1751 году муниципалитет зарегистрировал 592 жителя, которые оставались стабильными с течением времени, так что при провозглашении Королевства Италии в 1805 году жителей все ещё составляло 600.
В середине наполеоновской эпохи муниципалитет Ламбрате, уже входивший в состав департамента Олона, был подавлен в 1808 году и объединен с внешним районом муниципалитета Милана. С основанием Королевства Ломбард-Венето в 1815 году муниципалитет Ламбрате восстановил свою автономию и был включен в состав провинции Милан. 17 января 1841 года правительственным распоряжением муниципалитеты Каса Нуова и Сан Грегорио Веккьо были объединены в Ламбрате. В 1850 году в муниципалитете с деревнями Кавриано, Казоретто, Ла Роса, Сан Грегорио Веккьо, Аквабелла, Казоне Беттолино, Малапианта и Казанова проживало 1444 жителей. При объединении Италии в 1861 году в Ламбрате было 1621 человек, а затем благодаря промышленной революции в 1911 году насчитывалось 5399 граждан, а далее 8171 человек в 1921 году.

## Места
Ламбарте изначально делился на 2 части:
- Нижний Ламбарте, включая в себя улицы Conte Rosso, Saccardo, Console Flaminio, Crespi и Pitteri.
- Верхний Ламбарте, включая в себя улицы Dardanoni, Crescenzago, Rombon, Sbodio и Folli.

Деревни:
- Cascina Casone
- Casoretto
- Cascina Rosa
- Cavriano
- Cascina Oppio
- Cascina S.Gregorio Vecchio
- Cascina Bettola
- Cascina Biblioteca
- Cascina Ortica
- Cascina S.Faustino
- Cascina Acquabella
- Villa Landa
- Villa La Palazzetta
- Mulino delle Torrette
- Mulino Folla
- Mulino Della Costa
- Mulino Della Paglia
- Mulino Polveriera
- Mulino Lavanderia
- Ortica

### Часовня
Часовня — возможно место языческих культов, позже оно было преобразовано в христианскую молельню, сейчас это памятник Ламбрате.
Сейчас её можно увидеть на пересечении улиц Bertolazzi, Conte Rosso и Dardanoni, в эту часовню приходили изгнанные миланцы когда в 1162 году произошло разрушение Милана.
Во время Второй Мировой войны, в ночь 13 августа 1943 года бомба пробила крышу часовни и упала на алтарь не взорвавшись.

### Железная дорога
Первая железная дорога в Ламбарате проходила через Милан-Брешиа, она называется «Фернанда», в честь императора Фердинанда I Австрийского. Фернанда разрезала Ламбарте на 2 части около деревень Cavriano и Ortica.
Рядом с церковью Святых Фаустино и Джовиты находится первая станция Ламбрате, которая была построена в 1906 году, а затем заброшена в 1931 году, и сегодня её можно увидеть возле путепровода Буккари.
В 1926 году фашистская государственная собственность экспроприировала большие площади сельскохозяйственных земель для создания сортировочной, грузовой и железнодорожной станции на площади Боттини, где находится нынешняя станция. На продолжении линии на Венецию, после района Ортика, был построен Миланский Смистаменто, один из самых важных в Италии, также оборудованный большим локомотивным депо и железнодорожной мастерской.

### Парк Ламбро
В 1934 году был основан парк Ламбро, когда муниципалитет Милана приобрел фермерский дом Сан Грегорио Веккьо, Mulino delle Torrette и прилегающие земли. Впоследствии были приобретены Cascina Biblioteca и Cassinetta San Gregorio.